# Синявець Дамон
Синявець Дамон (Polyommatus damon) — вид денних метеликів родини синявцевих (Lycaenidae).

## Поширення
Вид поширений у степовій та лісостеповій зонах Європи, Західної та Північної Азії від Іспанії до Північного Китаю. В Україні зрідка трапляється за заході країни. Достовірна популяція описна в урочищі Лиса гора (Золочівський район Львівської області).

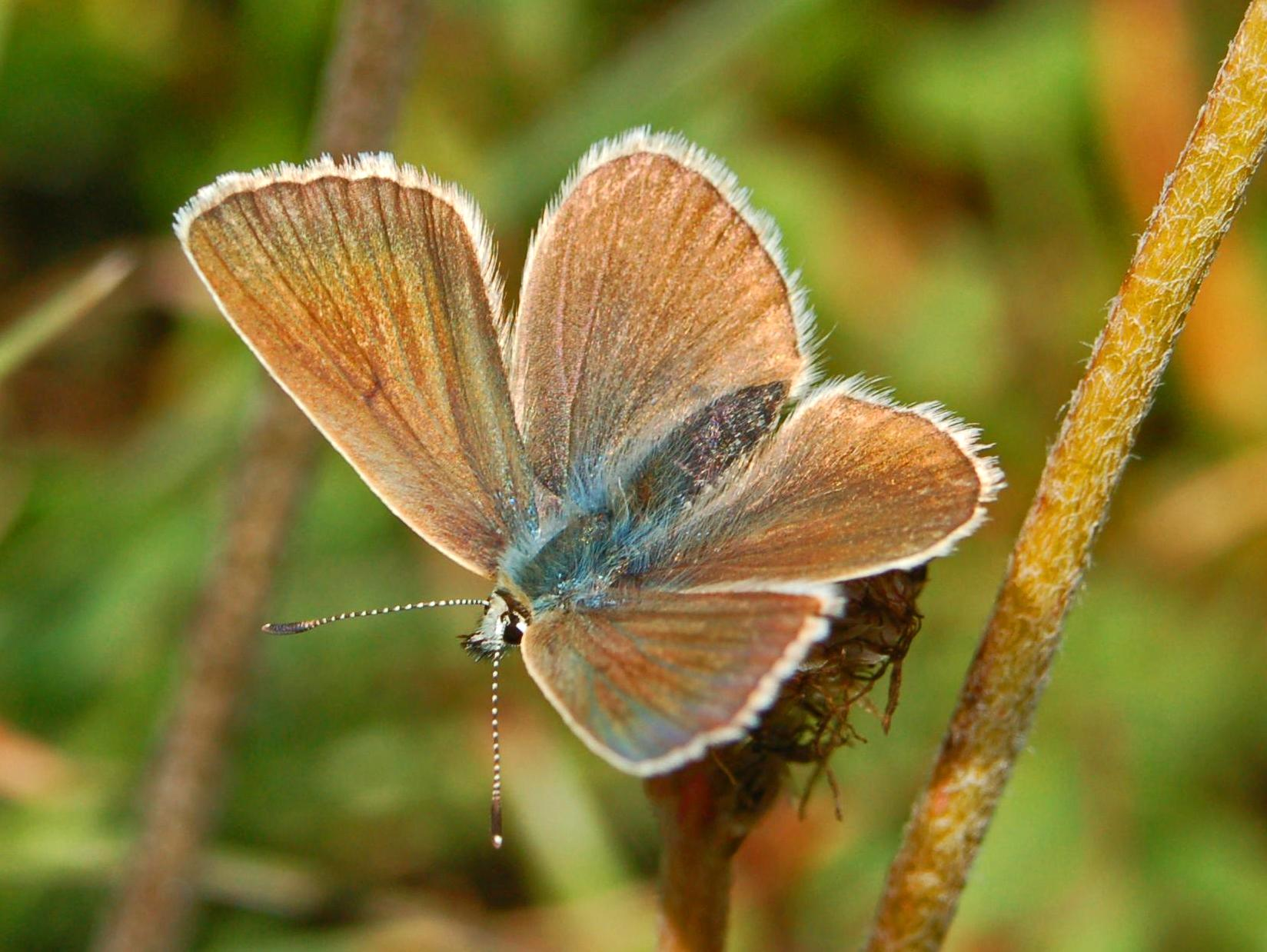
Самиця

## Опис
Розмах крил становить 32-38 мм. Верхня сторона крил самців світло-синя з широкими сірими краями. Самиці повністю сіро-коричневі. На нижньому боці заднього крила білий широкий штрих по центру.

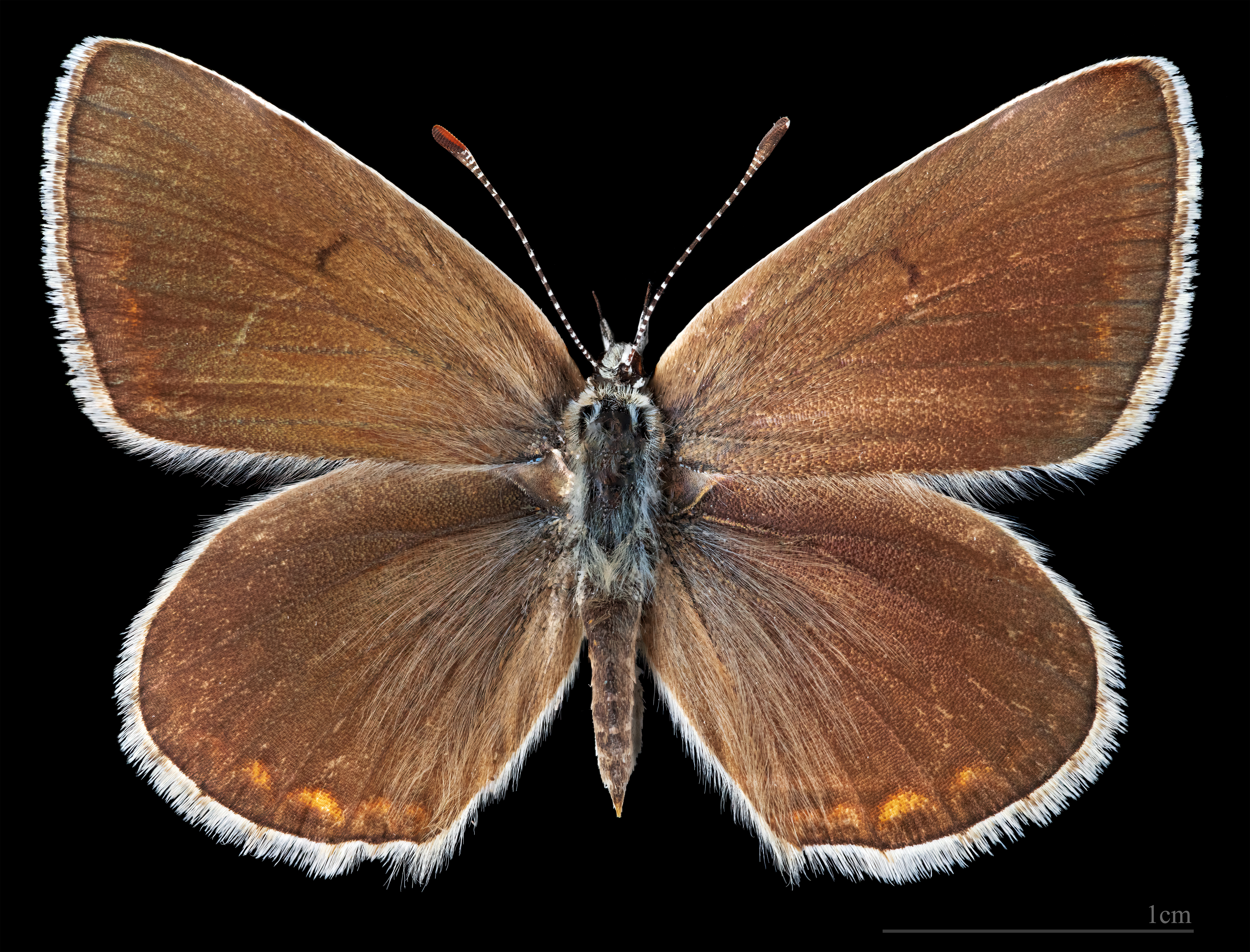
Polyommatus d. damone  ♀
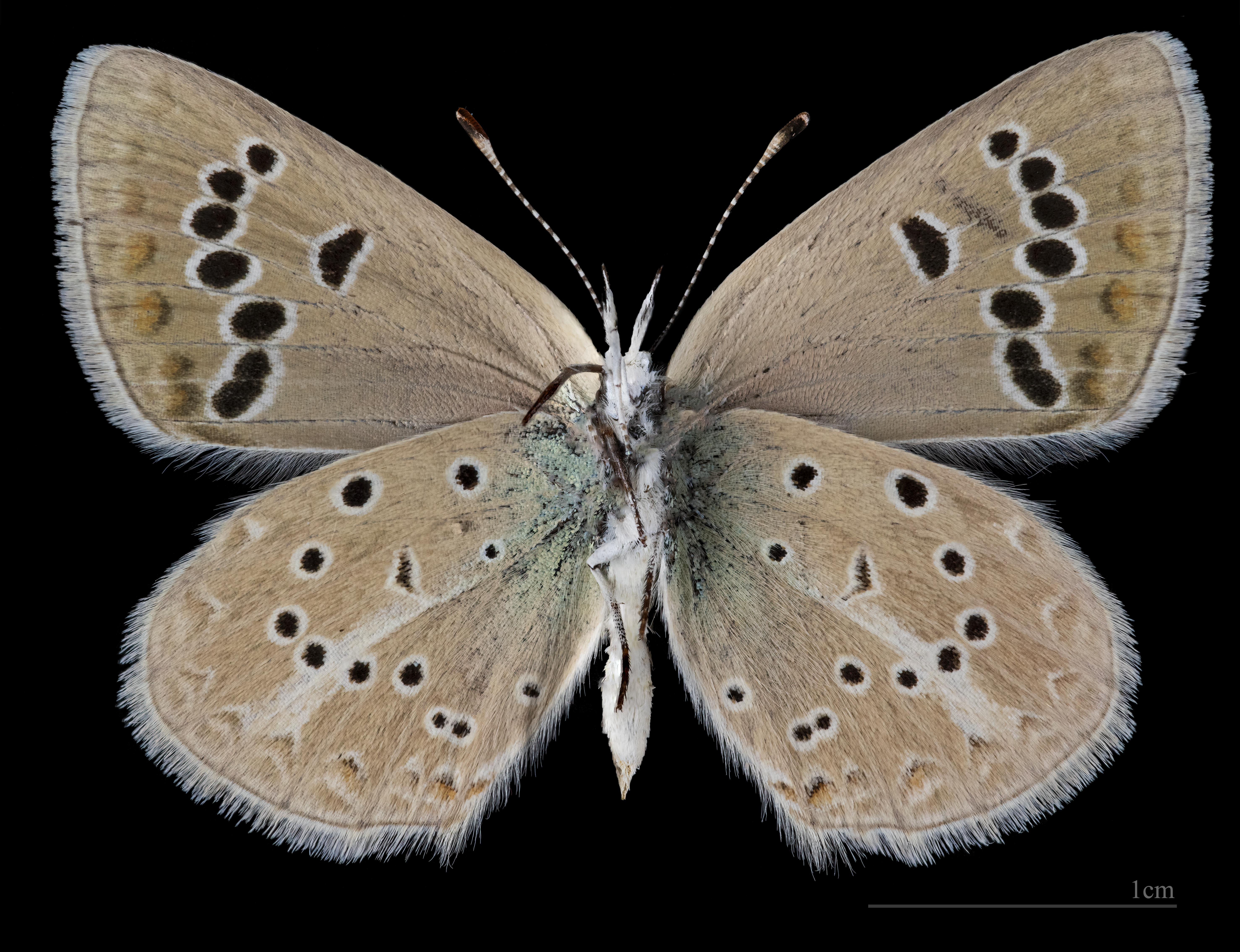
Polyommatus d. damone  ♀ △

## Спосіб життя
Метелики літають у липні - серпні. Населяє різнотравні степи, лугові і степові ділянки в лісостеповій зоні, також трапляються по долинах річок, по гірських схилах. Самиці відкладають яйця поштучно на листя еспарцету і конюшини. Зимують яйця або гусениці першого віку. Гусениці молодших віків живляться квітами і плодами еспарцету, старших - додатково попелицями або іншими дрібними безхребетними, супроводжуються і охороняються мурахами.